# POGE
Princip POGE je zkratka anglického výrazu Principle of Good Enough! (tj. „Princip dostatečně dobrého“). Je to obecný návrhový vzor aplikovatelný na návrh řešení v nejrůznějších odvětvích. Tento článek se ovšem bude věnovat využití tohoto principu v softwarovém inženýrství.
Méně je někdy více. Princip uvádí, že dostatečně dobré řešení má vše, co je nezbytně nutné a vyhrává nad komplexním řešením ve své jednoduchosti, snazší spravovatelnosti a nižší finanční náročnosti. Proto bychom se měli držet zadání a nevymýšlet si další funkcionalitu, kterou stejně nejspíš nedostaneme zaplacenou, ale komplikujeme si s ní implementaci i následnou údržbu.

## Důvody úspěšnosti POGE

### Zbytečně rozmanitá funkčnost
Zákazníci většinou nikdy nevyužijí všechny funkce, které produkt nebo služba nabízí. Nejčastěji pak využívají dokonce pouze zlomek jejich funkčnosti.

### Přístupnost převyšuje komplexitu
Pro zákazníky je lepší, když budou mít jednoduchý a vždy dostupný produkt nebo službu, než aby trávili spoustu času a spotřebovali spoustu energie při odemykání a zkoumání všech funkcí, které by produkt nebo služba mohly mít.

### Hodnota = nízká cena + dostatečná kvalita
Zákazníci jsou velmi nároční na cenu produktu, proto dvakrát přemýšlí, než za něj vydají vysokou částku. „Dostatečně dobré“ produkty snižují prahovou hranici pro nákup a i tak poskytují dobrou kvalitu.